# Øster Bjerregrav-stenen 1
Runestenen Øster Bjerregrav 1 er en runesten, fundet i Øster Bjerregrav i 1868. Da stenen omtaltes første gang, lå den inde i våbenhuset som tærskelsten  under portalen til Øster Bjerregrav Kirke. Først ved udtagningen 1884 viste det sig, at toppen var slået af. Den store sten er nu rejst på kirkegården i hjørnet mellem våbenhuset og kirkeskibet.

## Indskrift
| Translitteration | tuf(a) : r(i)--(i) : stin (:) þani : auftiR : tum... uar : s(i)... n (:) þikn : saR : u-... (u)r : tuika : hin |
| Transskription   | Tōfa rē[sþ]i stēn þænni øftiR Tōm[a], ver si[nn, gōða]n þegn. SāR ... Tveggia Hēn.                             |
| Oversættelse     | Tove rejste denne sten efter Tomme(?), sin mand [en god] thegn. Han … Tvegge Hén.                              |

Indskriften er ordnet dels i parallelordning, dels i bustrofedon og begynder i venstre side nedefra. Indskriften er som følge af dens genanvendelse meget slidt, og toppen af indskriften mangler. Både Tove og Tomme er kendte navne i de danske runestenstekster. Det er uklart, hvordan afslutningen 'Tvegge Hén' hænger sammen med resten af indskriften. Mandsnavnet Tvegge kendes ellers kun som tilnavn til Odin, og ses muligvis også på Sjelle-stenen. Det er dannet til talordet 'to' og har betydningen 'den dobbelte'. Tilnavnet Hén betyder 'hvæssesten', men sigter til 'initiativløshed, slaphed, eftergivenhed'. 